# ウイグル語
ウイグル語（ウイグルご、ウイグル語: ئۇيغۇرچە; 英: Uyghur、中: 维吾尔语）は、中央アジアで使用されるテュルク語族に属する言語ひとつ。中央アジア東部のタリム盆地（現在の新疆ウイグル自治区の南部）周辺で現在話されている。

## 概要
ウイグル語は、テュルク語族の南東語群（カルルク語群）に属す言語で、現代ウズベク語と非常に近しい関係にある。新疆ウイグル自治区領内の話者人口は1100万人以上で、さらに旧ソ連のカザフスタン、キルギスタン、ウズベキスタンにそれぞれ数万から数十万居住するウイグル人や、新疆ウイグル自治区からアフガニスタン、パキスタン、トルコなどに移住した数十万人のウイグル人によっても話される。
語彙は、アラビア語・ペルシア語・ロシア語などからの借用語が多い。ヨーロッパではトルコ語からの借用語も含まれる。ウイグル語にも母音調和の特徴があるが、ほかのテュルク諸語に比べ、かなり不規則な面を持っている。
中央アジアで9世紀から16世紀頃にウイグル文字で表記されていた言語である古ウイグル語は別の言語である。そのため古ウイグル語と区別するためにウイグル語を現代ウイグル語または新ウイグル語と言うことがある。古ウイグル語は現代ウイグル語とともにテュルク語族のひとつであるが、言語学者の分類するところによれば、系統を異にしているとみられ、使用される地域の分布も若干異なる。現代ウイグル語の話者は、20世紀に至ってウイグル人と呼ばれるようになった民族であり、古ウイグル語と現代ウイグル語の間には断絶があると考えられる。

### 方言
- Yengi Hissar (uig-yen)
- Dolan (uig-dol)
- Qarashahr (uig-qar)
- Lopnor (uig-lon)
- ホータン方言（Hotan） (uig-hot)
- Kumul (uig-kum)
- Urumqi (uig-uru)
- Akto Türkmen (uig-akt)
- 中央ウイグル方言（Central Uyghur） (uig-cen)
- ロプ方言（Lop） (uig-lop)

## 文字
文字は、アラビア文字を改良したペルシア文字が伝統的に使われていたが、20世紀になると旧ソ連ではキリル文字に切り替えられた。一方の東トルキスタンではラテン文字が公式に採用されたものの、1982年から改良アラビア文字の導入によってペルシア文字の使用が復活している。

### 改良アラビア文字
現代のウイグル語では改良アラビア文字(中国語：老維文)を用いる。これは、母音を書き分ける符号の追加や、ペルシア文字で同音となる子音の除去を行ったもので、全て1音素1文字に対応している。また、文字の体系としても、他のアラビア文字におけるようなアブジャドではなく、ラテン文字と同様のアルファベットとなっている。
なお、この改良アラビア文字を「ウイグル文字」と呼ぶことがあるが、古ウイグル語で使われていたウイグル文字との関係性は無い。
20世紀初頭以前のウイグル語では、アラビア文字（ペルシア文字）はアラビア語やペルシア語での綴りにより近い形で用いられていた。
改良アラビア文字の文字コードセットは、中国の国家標準規格に規定されている。

### ラテン文字
主要なラテン文字表記は3通りある。
- ウイグル・ラテン文字(ウイグル語 Uyghur Latin Yëziqi, ئۇيغۇر لاتىن يېزىقى ; 中国語 拉丁维文; 略称 ULY) - 2001年に制定された後、2008年に改定されている。
- ウイグル新文字（ウイグル語 Uyghur Yëngi Yëziqi ; 中国語 新维文; 略称 UYY） - 1965年から1982年まで、旧来のアラビア文字及びキリル文字（ソ連で用いられていた文字セットで、1956年から新疆でも試用されていた。）に替わって、中国で公式に用いられた表記法である。漢語拼音方案のほか、ローマ字（ラテン文字）表記の統一チュルク文字（英語: Uniform Turkic Alphabet）及びソ連で用いられていたキリル文字によるウイグル語文字セットの影響が見て取れる。
- ウイグル・コンピュータ文字(ウイグル語 Uyghur Kompyuter Yeziqi, ئۇيغۇر كومپيۇتېر يېزىقى)  - 西欧と同じローマ字のアルファベットを使用する文字セット。非公式ながら広く使用されている。ウイグル・ラテン文字を制定する際に、参考とされた。

### アラビア・ラテン・キリル文字対応表
| アラビア文字 | ULY (カッコ内は2001版) | UYY | キリル文字 | IPA |    | アラビア文字 | ULY (カッコ内は2001版) | UYY     | キリル文字 | IPA |
| ------------ | ---------------------- | --- | ---------- | --- | -- | ------------ | ---------------------- | ------- | ---------- | --- |
| ئا           | A a                    | A a | А а        | /a/ |    | ق            | Q q                    | Ⱪ ⱪ     | Қ қ        | /q/ |
| ئە           | E e                    | Ə ə | Ә ә        | /æ/ | ك  | K k          | K k                    | К к     | /k/        |     |
| ب            | B b                    | B b | Б б        | /b/ | ڭ  | NG ng        | NG ng                  | Ң ң     | /ŋ/        |     |
| پ            | P p                    | P p | П п        | /p/ | گ  | G g          | G g                    | Г г     | /ɡ/        |     |
| ت            | T t                    | T t | Т т        | /t/ | ل  | L l          | L l                    | Л л     | /l/        |     |
| ج            | J j                    | J j | Ж ж        | /ʤ/ | م  | M m          | M m                    | М м     | /m/        |     |
| چ            | CH ch                  | Q q | Ч ч        | /ʧ/ | ن  | N n          | N n                    | Н н     | /n/        |     |
| خ            | X x                    | H h | Х х        | /x/ | ھ  | H h          | Ⱨ ⱨ                    | Һ һ     | /h/        |     |
| د            | D d                    | D d | Д д        | /d/ | ئو | O o          | O o                    | О о     | /o/        |     |
| ر            | R r                    | R r | Р р        | /r/ | ئۇ | U u          | U u                    | У у     | /u/        |     |
| ز            | Z z                    | Z z | З з        | /z/ | ئۆ | Ö ö          | Ɵ ɵ                    | Ө ө     | /ø/        |     |
| ژ            | ZH zh (ZH J 又は J j)  | Ⱬ ⱬ | Җ җ        | /ʒ/ | ئۈ | Ü ü          | Ü ü                    | Ү ү     | /y/        |     |
| س            | S s                    | S s | С с        | /s/ | ۋ  | V v          | V v                    | В в     | /v/        |     |
| ش            | SH sh                  | X x | Ш ш        | /ʃ/ | ئې | Ë ë (É é)    | E e                    | Е е/Э э | /e/        |     |
| غ            | GH gh                  | Ƣ ƣ | Ғ ғ        | /ʁ/ | ئى | I i          | I i                    | И и/Ы ы | /i/ or /ɨ/ |     |
| ف            | F f                    | F f | ф Ф        | /f/ | ي  | Y y          | Y y                    | Й й     | /j/        |     |

- アラビア文字表記の場合、母音を表す文字が語頭もしくはほかの母音の直後にあれば前にハムザ (ئـ) がつき、子音の直後にあればつかない。
- キリル文字表記の場合は、ラテン文字表記の yu および ya に相当する ю および я も使われる。

### キーボード

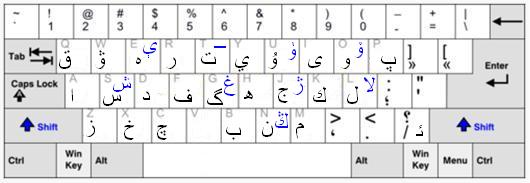
Windowsキーのウイグル語版のキーボード配列